# Murphys
Murphys és una concentració de població designada pel cens dels Estats Units a l'estat de Califòrnia. Segons el cens del 2000 tenia 2.061 habitants.

## Demografia
Segons el cens del 2000, Murphys tenia 2.061 habitants, 945 habitatges, i 611 famílies. La densitat de població era de 77,2 habitants/km².
Dels 945 habitatges en un 22% hi vivien nens de menys de 18 anys, en un 55,7% hi vivien parelles casades, en un 6,2% dones solteres, i en un 35,3% no eren unitats familiars. En el 30,7% dels habitatges hi vivien persones soles el 19,4% de les quals corresponia a persones de 65 anys o més que vivien soles. El nombre mitjà de persones vivint en cada habitatge era de 2,18 i el nombre mitjà de persones que vivien en cada família era de 2,71.
Per edats la població es repartia de la següent manera: un 19,8% tenia menys de 18 anys, un 4% entre 18 i 24, un 19,6% entre 25 i 44, un 28% de 45 a 60 i un 28,5% 65 anys o més.
L'edat mediana era de 49 anys. Per cada 100 dones de 18 o més anys hi havia 85,3 homes.
La renda mediana per habitatge era de 42.344 $ i la renda mediana per família de 58.194 $. Els homes tenien una renda mediana de 44.125 $ mentre que les dones 31.394 $. La renda per capita de la població era de 24.567 $. Entorn del 6,6% de les famílies i el 10% de la població estaven per davall del llindar de pobresa.

## Poblacions més properes
El següent diagrama mostra les poblacions més properes.